# バード大学
バード大学（英：Bard College) はアメリカ合衆国ニューヨーク州に所在する私立大学。リベラル・アーツに特化した教育で知られ、思想家のハンナ・アーレントが第二次大戦後に亡命先として滞在したことから、彼女の遺稿などを集めたアーレント人文学センターを擁する。2024年時点の登録学生数は約1900人。
2001年にゲイツ財団などと連携してマンハッタンに設立されたバード高校（Bard High School Early College） [英語版]を傘下にもつ。

## 概要
バード大学はニューヨーク州ニューヨーク市の北郊アナンデール・オン・ハドソンのハドソン川沿いに位置する。設立は南北戦争が迫る1860年、聖公会の主導でセント・スティーブンズ・カレッジ（St. Stephen’s College）として出発した。1943年に、設立に尽力した篤志家のひとりジョン・バードの名前を冠して再出発した。1976年から指揮者・音楽学社のレオン・ボットスタインが学長に就任、以後現在（2025年）に至るまでその地位にある。
学部は社会学、人文・文芸、芸術、自然科学・数学の各スクールに分かれ、またミルトン・エイヴリー芸術大学院を置いている。修士課程では装飾美術史、美術館行政、環境学など。博士課程では装飾美術、デザインなどのコースを置いているほか、生態学研究、また20世紀現代美術をあつめた ヘッセル美術館（Hessel Museum of Art）などがキャンパス内にある。
バード大学は美術館キュレーションの研究で知られており、1990年に美術館行政、展覧会キュレーションなどに特化した研究施設（CCS Bard: Center for Curatorial Studies）[英語版] および修士課程を新設、これはアメリカ国内で最も優れたキュレーター養成施設のひとつとして高く評価される。
バード大学はハンナ・アーレントの亡命先として有名で、彼女を招いたのは現学長のボットスタインである。アーレントは同校で研究と教育に専念する予定だったが急逝。彼女の遺稿などを集めた人文学センター（HAC Bard: Hannah Arendt Center for Politics and Humanities）はアーレント研究に関する国際的拠点のひとつとなっている。アーレントの同校での滞在期間は短かったが、カリキュラムの編成などに彼女の影響が反映しているとも言われる。アーレントと、同じく哲学教員として滞在していた夫のハインリッヒ・ブリュッヒャーは、遺言に従ってともに構内の墓地に埋葬されている。

### 音楽教育
学部生として音楽・リベラルアーツ両方の学士号を取得できる５年間のデュアル・ディグリープログラムがある。クラシック音楽の教育は特に盛んで、現学長のレオン・ボットスタインの指揮のもと中国、東欧、キューバなど世界各地でオーケストラが講演。 ジョン・ケージ・トラストの本部が学内にあり、現代音楽教育にも力を入れる。

## 大学ランキング
- USニューズ大学ランキング・国内リベラルアーツ・カレッジ：71位（2024年）[16]
- USニューズ大学ランキング・学部課程の教育：33位（2024年）[16]
- QS世界大学ランキング：201-240位（2024年）[17]
- フォーブズ世界大学ランキング：329位（2024年）[18]
- フォーブズ世界大学ランキング（リベラル・アーツ）：71位（2024年）[18]

## 主な教員
（短期滞在の客員教員、集中講義等を含む）
- イアン・ブルマ
- オルハン・パムク
- ジョアン・タワー
- ジョン・アッシュベリー
- チヌア・アチェベ
- ドーン・アップショウ
- フランクリン・ブルーノ
- フランシン・プローズ

## 主な出身者
- ウォルター・ベッカー：ミュージシャン
- オールディ・イングリッシュ：スケッチ・コメディ集団
- ギャビー・ホフマン：女優
- クリストファー・ゲスト：映画監督、俳優
- クリス・クレアモント：作家
- ケン・グリムウッド：作家
- チェビー・チェイス：俳優
- トッド・ヘインズ：映画監督
- ドナルド・フェイゲン：ミュージシャン
- ニック・ジナー：ミュージシャン
- ハーブ・リッツ：写真家
- ブライス・ダナー：女優
- ラリー・ハグマン：俳優
- ロバート・B・シャーマン：作詞家
- ローラ・グラウディーニ：